# Fourneaux (Loire)
Pour les articles homonymes, voir Fourneaux.
Fourneaux est une commune française située dans le département de la Loire en région Auvergne-Rhône-Alpes.

## Géographie

### Climat
Pour des articles plus généraux, voir Climat d'Auvergne-Rhône-Alpes et Climat de la Loire.
En 2010, le climat de la commune est de type climat des marges montargnardes, selon une étude du Centre national de la recherche scientifique s'appuyant sur une série de données couvrant la période 1971-2000. En 2020, Météo-France publie une typologie des climats de la France métropolitaine dans laquelle la commune est exposée à un climat de montagne ou de marges de montagne et est dans la région climatique Nord-est du Massif Central, caractérisée par une pluviométrie annuelle de 800 à 1 200 mm, bien répartie dans l’année.
Pour la période 1971-2000, la température annuelle moyenne est de 10,1 °C, avec une amplitude thermique annuelle de 16,3 °C. Le cumul annuel moyen de précipitations est de 851 mm, avec 10,2 jours de précipitations en janvier et 7,3 jours en juillet. Pour la période 1991-2020, la température moyenne annuelle observée sur la station météorologique installée sur la commune est de 11,7 °C et le cumul annuel moyen de précipitations est de 900,1 mm,. Pour l'avenir, les paramètres climatiques de la commune estimés pour 2050 selon différents scénarios d'émission de gaz à effet de serre sont consultables sur un site dédié publié par Météo-France en novembre 2022.
| Mois                                  | jan.             | fév.            | mars         | avril           | mai             | juin           | jui.           | août           | sep.            | oct.            | nov.             | déc.             | année      |
| ------------------------------------- | ---------------- | --------------- | ------------ | --------------- | --------------- | -------------- | -------------- | -------------- | --------------- | --------------- | ---------------- | ---------------- | ---------- |
| Température minimale moyenne (°C)     | 0,1              | 0               | 2,4          | 4,8             | 8,6             | 11,9           | 13,8           | 13,7           | 10,3            | 7,9             | 3,6              | 1                | 6,5        |
| Température moyenne (°C)              | 3,6              | 4,3             | 7,7          | 10,6            | 14,6            | 18,3           | 20,4           | 20,5           | 16,4            | 12,6            | 7,4              | 4,3              | 11,7       |
| Température maximale moyenne (°C)     | 7,1              | 8,5             | 13           | 16,5            | 20,6            | 24,8           | 27,1           | 27,2           | 22,4            | 17,3            | 11,1             | 7,7              | 16,9       |
| Record de froid (°C) date du record   | −22,2 20.01.1940 | −19 10.02.1956  | −16 01.03.05 | −7,5 08.04.03   | −5,2 11.05.1953 | 0,2 12.06.1955 | 2,4 08.07.1954 | 1,8 26.08.1966 | −1,8 29.09.1950 | −8,8 29.10.1955 | −11,6 04.11.1949 | −19,2 21.12.1931 | −22,2 1940 |
| Record de chaleur (°C) date du record | 20,5 30.01.02    | 25,2 28.02.1960 | 26 18.03.04  | 30,2 26.04.1947 | 34,5 11.05.12   | 38,7 27.06.19  | 40,5 07.07.15  | 41 12.08.03    | 37 03.09.1962   | 31,9 02.10.23   | 25 01.11.14      | 20,5 03.12.1985  | 41 2003    |
| Précipitations (mm)                   | 56,4             | 48,6            | 48,6         | 71,8            | 93,3            | 86,5           | 85,4           | 84             | 82,5            | 92,5            | 92,3             | 58,2             | 900,1      |

## Urbanisme

### Typologie
Au 1er janvier 2024, Fourneaux est catégorisée commune rurale à habitat dispersé, selon la nouvelle grille communale de densité à sept niveaux définie par l'Insee en 2022.
Elle est située hors unité urbaine et hors attraction des villes,.

### Occupation des sols
L'occupation des sols de la commune, telle qu'elle ressort de la base de données européenne d’occupation biophysique des sols Corine Land Cover (CLC), est marquée par l'importance des territoires agricoles (78,4 % en 2018), une proportion sensiblement équivalente à celle de 1990 (79 %). La répartition détaillée en 2018 est la suivante : 
prairies (52,7 %), zones agricoles hétérogènes (21,6 %), forêts (17,3 %), zones urbanisées (4,4 %), terres arables (4,1 %). L'évolution de l’occupation des sols de la commune et de ses infrastructures peut être observée sur les différentes représentations cartographiques du territoire : la carte de Cassini (XVIIIe siècle), la carte d'état-major (1820-1866) et les cartes ou photos aériennes de l'IGN pour la période actuelle (1950 à aujourd'hui).

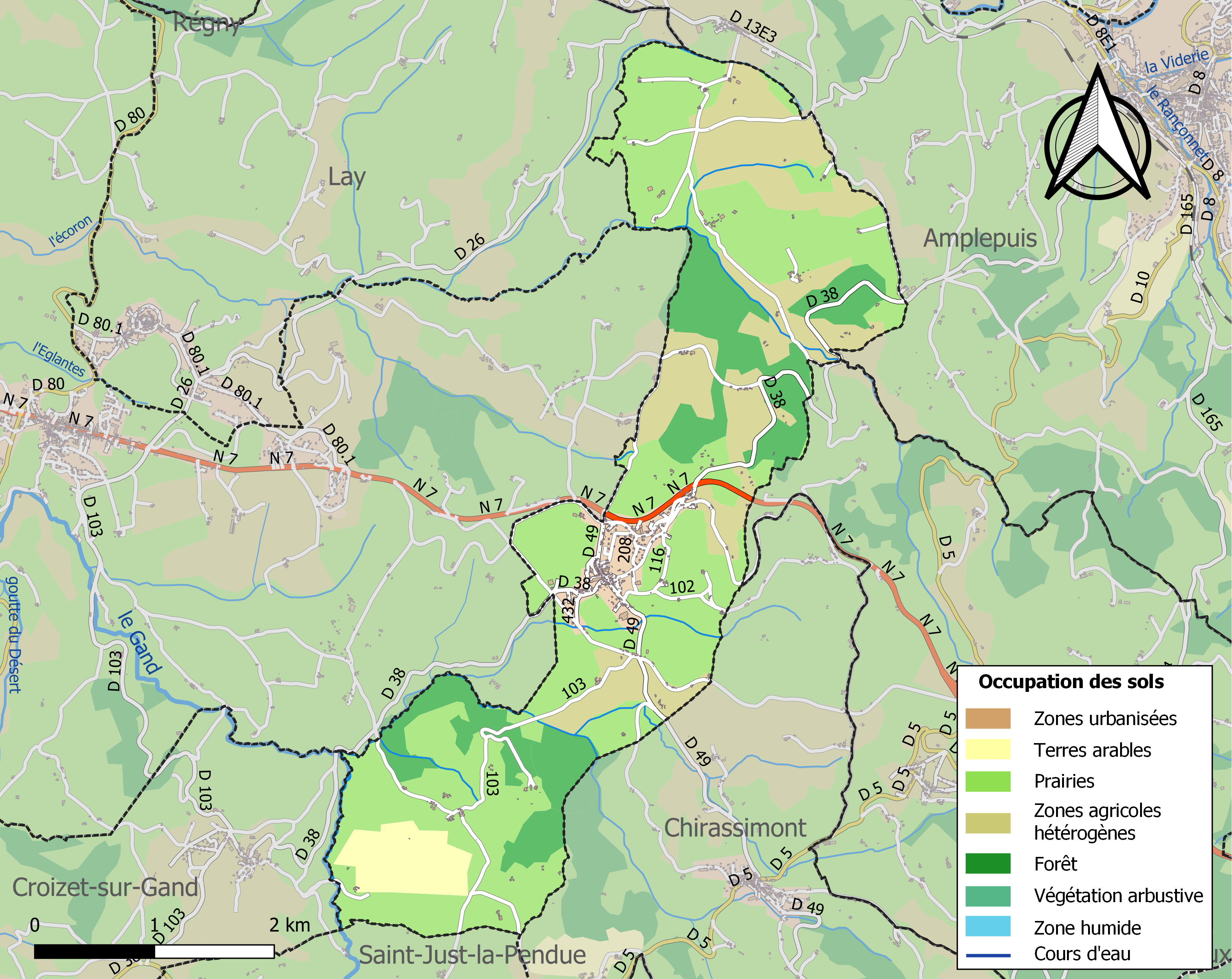
Carte des infrastructures et de l'occupation des sols de la commune en 2018 (CLC).

## Toponymie
Toponyme médiéval précoce (étant donné l'absence d'article défini), issu de l'ancien français fornel « four », fourneau, diminutif de « four ». Du bas latin furnellus, « four », qui a évolué en fournel en ancien français.

## Histoire[12]
Fourneaux a pris naissance à proximité de la voie romaine qui conduisait de Lugdunum (Lyon) à Rodumna (Roanne). On peut encore en suivre le tracé sur environ 2 km dans les prés situés à l'ouest du hameau du Plat-Coupy. Des fragments de céramique romaine ont été trouvés à proximité.
La paroisse est une des plus anciennes du Roannais. Le cartulaire de l'abbaye de Savigny signale l'église Saint-Michel de Fornels en 1020.
Jusqu'à la Révolution, le territoire de la paroisse était divisé en deux parties dépendant chacune d'une seigneurie : les Forges et l'Aubepin.
Au XIXe siècle on tissait la mousseline et le plumetis à Fourneaux. On y réalisait aussi de la broderie au crochet pour les fabricants de Tarare. Une importante activité textile s'y est maintenue avec un tissage de voile tergal et une usine de soierie dont les créations sont réputées. Grâce à cela, les emplois industriels offerts dans le village ont augmenté entre les années 1970 et 1980.
Le premier tour de France cycliste est passé à Fourneaux le 2 juillet 1903 à l'occasion de sa première étape.

## Blasonnement
|  | Les armoiries de Fourneaux se blasonnent ainsi : Coupé : au 1er de gueules à la navette d’or en fasce, au 2e écartelé d’argent et d’azur ; le tout flanqué de sinople ; à la fasce d’argent brochant sur le tout chargée en flanc de deux roues de gueules, entre lesquelles broche une poule d’or couvant sur une marmite de sable, et à une épée basse d’or brochant en pointe sur cette dernière . |

## Politique et administration
| Période                                  | Période  | Identité              | Étiquette | Qualité |
| ---------------------------------------- | -------- | --------------------- | --------- | ------- |
| Les données manquantes sont à compléter. |          |                       |           |         |
| mars 2001                                | 2014     | Claude Janin          | SE        |         |
| 2014                                     | En cours | Jean-François Neyrand |           |         |

## Démographie
L'évolution du nombre d'habitants est connue à travers les recensements de la population effectués dans la commune depuis 1793. Pour les communes de moins de 10 000 habitants, une enquête de recensement portant sur toute la population est réalisée tous les cinq ans, les populations de référence des années intermédiaires étant quant à elles estimées par interpolation ou extrapolation. Pour la commune, le premier recensement exhaustif entrant dans le cadre du nouveau dispositif a été réalisé en 2005.

En 2022, la commune comptait 567 habitants, en évolution de −5,18 % par rapport à 2016 (Loire : +1,32 %, France hors Mayotte : +2,11 %).
| 1793  | 1800 | 1806 | 1821 | 1831  | 1836  | 1841  | 1846  | 1851  |
| ----- | ---- | ---- | ---- | ----- | ----- | ----- | ----- | ----- |
| 1 000 | 836  | 814  | 860  | 1 170 | 1 232 | 1 146 | 1 212 | 1 236 |

| 1856  | 1861  | 1866  | 1872  | 1876  | 1881  | 1886  | 1891 | 1896 |
| ----- | ----- | ----- | ----- | ----- | ----- | ----- | ---- | ---- |
| 1 267 | 1 283 | 1 346 | 1 260 | 1 188 | 1 059 | 1 001 | 936  | 912  |

| 1901 | 1906 | 1911 | 1921 | 1926 | 1931 | 1936 | 1946 | 1954 |
| ---- | ---- | ---- | ---- | ---- | ---- | ---- | ---- | ---- |
| 910  | 916  | 895  | 780  | 741  | 674  | 683  | 694  | 653  |

| 1962 | 1968 | 1975 | 1982 | 1990 | 1999 | 2005 | 2006 | 2010 |
| ---- | ---- | ---- | ---- | ---- | ---- | ---- | ---- | ---- |
| 606  | 565  | 508  | 490  | 528  | 548  | 632  | 633  | 617  |

| 2015 | 2020 | 2022 | - | - | - | - | - | - |
| ---- | ---- | ---- | - | - | - | - | - | - |
| 596  | 579  | 567  | - | - | - | - | - | - |

## Lieux et monuments
- Église Saint-Michel de Fourneaux.

### Château de l'Aubepin[18]

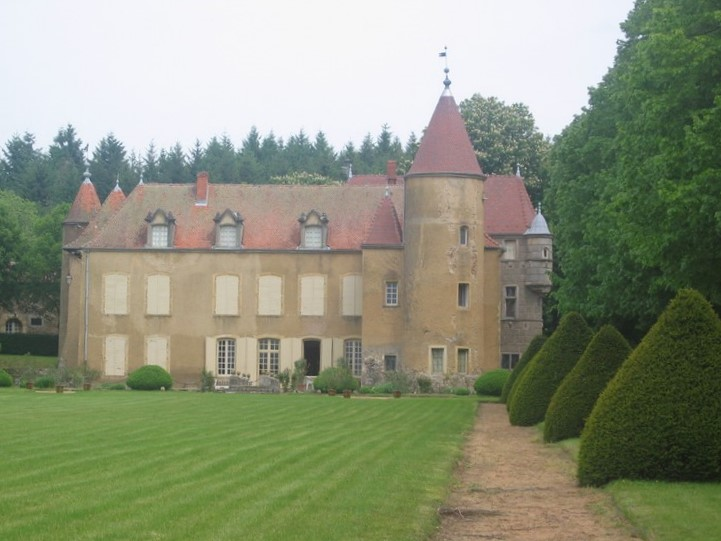
Château de l'Aubepin.

La seigneurie de l'Aubepin était l'une des plus importantes du Beaujolais, étendant sa juridiction sur de nombreux villages de l'actuel canton de Saint-Symphorien-de-Lay, et en particulier Saint-Just-la-Pendue. Le château qui lui correspond est l'un des plus beaux du Roannais. Au XIIe siècle, sans doute simple ferme fortifiée, il s'inscrivait dans le système de défense des sires de Beaujeu, sur une frontière contestée avec le Forez.
L'aspect du château se modifie beaucoup entre le XIVe et le  XVIIe siècle, passant de la famille de Thélis à celle de Lorgue, puis de celle de Semur à celle de Sainte Colombe à la fin du XVIe siècle.
C'est pendant l'époque où il était habité par la famille de Lorgue, au XVe siècle, que le château primitif disparu entièrement dans un incendie la nuit de la Sainte-Agathe. Cet accident frappa tellement l'imagination des habitants que, depuis cette époque, nul feu n'est allumé à l'Aubépin la veille et le jour de la Sainte-Agathe (4 et 5 février). On dit que, comme il était difficile en plein hiver de se priver pendant 48 heures de cuisine, de chauffage et de lumière, François de Sainte Colombe fit construire dans la cour, en dehors des fossés, deux petits bâtiments dits pavillons de Sainte-Agathe où les habitants de l'Aubépin passaient les journées néfastes.
Pendant l'été de 1570, le château fut pillé par les troupes huguenotes de Briquemaut stationnées à Lay.
Dans un grand état de délabrement avant la Première Guerre mondiale, il a été magnifiquement restauré par la famille qui en a été propriétaire jusque dans les années 1980.

### Croix du Plat Coupy

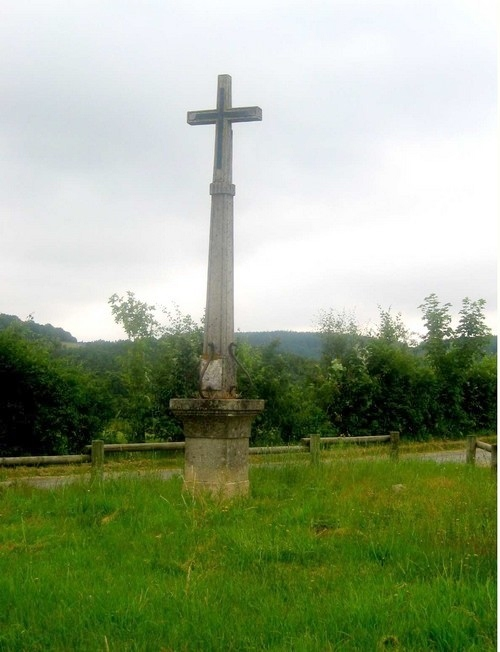
Croix du Plat Coupy.

Située sur la route en direction du château de l'Aubepin, à 800 mètres du bourg, elle fut érigée en souvenir de l'arrêt du pape Pie VII en 1804. Il se rendait au couronnement de Napoléon à Paris. Le seigneur de l'Aubepin aurait offert à cet endroit un rafraîchissement au pape. La tradition laisse croire qu'à cet instant une indulgence aurait été accordée. Elle fut simplement promise. C'est seulement en 1892, sous le pape Léon XIII, grâce à un rappel de monsieur de Montenach, seigneur de l'Aubepin, qu'elle reçut sa forme canonique.

### Château de Sarron
Il a pris ce nom au début du XXe siècle, et était connu jusque-là sous l'appellation Les Forges. Le nom de Sarron lui vient de la famille qui l'a occupé pendant plus de 350 ans.

## Personnalités liées à la commune
- Pascal Clément, (° 1945) ancien maire de Saint-Marcel-de-Félines, ancien président du Conseil général de la Loire, ancien député de la 6e circonscription de la Loire et ancien ministre de la Justice et garde des Sceaux.